# Château des Matignon
Le château des Matignon est une demeure, du XVIe siècle, qui se dresse sur le territoire de la commune déléguée de Torigni-sur-Vire dans le département français de la Manche, en région Normandie.
Le château porte le nom de la maison des Matignon, comtes de Torigny, seigneurs de Matignon, originaires de Bretagne. 
Parmi ses membres on relève notamment Jacques II Goyon de Matignon, ainsi que Jacques-François-Léonor de Matignon, comte de Torigni et duc de Valentinois qui épousa l'héritière de Monaco, Louise de Grimaldi, dont la maison hérita des titres de Matignon.
Le château est classé au titre des monuments historiques.

## Localisation
Le château des Matignon est situé dans le centre-ville de la commune déléguée de Torigni-sur-Vire, au sein de la commune nouvelle de Torigny-les-Villes, au sud de Saint-Lô, dans le département français de la Manche.

## Historique

### Le château au Moyen Âge
Parmi les premiers possesseurs du fief, nous relevons, au XIe siècle, un baron de Toëni qui se rebella contre son suzerain, Guillaume le Bâtard, à l'époque du duc Richard II de Normandie.
Au XIIe siècle, sur le site de l'actuel château de Torigni, se dresse un château féodal, que Robert de Gloucester, bâtard du roi d'Angleterre, Henri Ier, a reçu de son mariage avec Mabel FitzRobert de Gloucester, fille de Robert FitzHamon, et qu'il fortifie « de tours immenses, de remparts très robustes cernés de fossés qu'il a fait tailler dans la pierre de la colline, et d'une ceinture d'eau presque continue qui rend la forteresse inaccessible (d'après Robert de Torigni), ». Lui succède comme baron de Torigni et comte de Gloucester, son fils, Guillaume FitzRobert. En 1154, Richard FitzRobert, frère de Guillaume, soutiendra dans le château un siège de quinze jours conduit par Henri II Plantagenêt alors encore duc de Normandie. Cet épisode est narré par le chroniqueur normand et futur abbé du Mont-Saint-Michel, Robert de Torigni, probablement témoin oculaire. Le château serait ensuite passé entre les mains de Jean sans Terre, comte de Mortain et fils cadet d'Henri II, qui avait épousé Isabelle de Gloucester une des filles de Guillaume de FitzRobert. Épouse qu'il répudiera, tout en conservant le château. Le 26 octobre 1203, Jean est à Torigni.
Dans les grands rôles de l'Échiquier, on voit que le château de Thorigny est ruiné le 12 mai 1203, par des Bretons, alliés du roi de France, Philippe Auguste, lors d'une incursion en sud-Manche. En 1204, Philippe Auguste confisque la baronnie, et, vers 1218, celui-ci donna cette châtellenie avec ses appartenances au comte de Saint Pol, Gaucher de Châtillon. Après avoir fait retour au domaine de la Couronne, elle fut donnée, en échange, sous le règne (1285-1314) de Philippe IV Philippe le Bel, à Pierre de Chambly, et fut par la suite la possession de l'amiral Jean de Vienne (v. 1325-1396), qui en 1370 la vend à Hervé de Mauny.
Entre-temps, les Anglais avait pris et démantelé la forteresse. Le 23 juillet 1346, au cours de la guerre de Cent Ans, lors de la chevauchée d'Édouard III sur le sol français, le château fut investi par son avant-garde, et, en 1388, les Anglais commandés par le comte d'Arundel prennent Torigni et après avoir dévasté le pays alentour s'en retournent à Cherbourg.
Olivier de Mauny hérita de la seigneurie à la suite de son père Hervé, et eut un fils prénommé également Olivier qui fut, en 1418, dépossédé par les Anglais de la châtellenie de Torigni. Il avait épousé Catherine de Thieuville, dame du Mesnil-Garnier, et ils eurent pour fille unique Marguerite de Mauny qui épousa Jean Goyon de Matignon, lequel devient ainsi propriétaire du château, marquant le début de l'implantation de cette famille en Normandie, où il s'établit après l'expulsion des Anglais en 1450. Le château est alors constitué de trois corps de bâtiments en « U » dont il ne reste aujourd'hui que l'aile méridionale, du moins son emplacement originel.

### Le second château à partir duXVIIesiècle

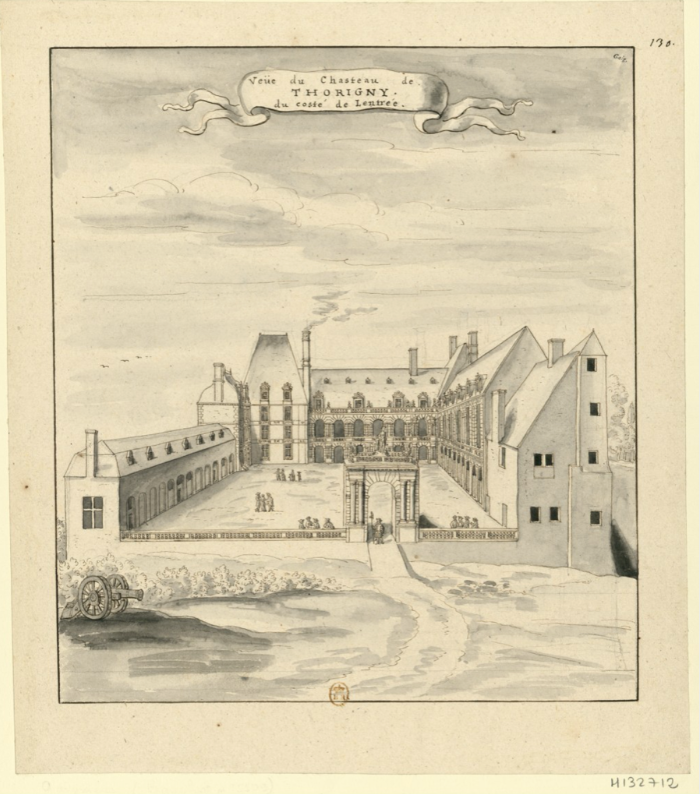
Le château des Matignon à l'extrême fin du XVIIe siècle.

C'est Joachim de Matignon qui délaisse l'antique château et dresse un grand pavillon de style Renaissance, relié plus tard à un second pavillon par une longue galerie, construits en 1611, par son fils, le maréchal Jacques II Goyon de Matignon (1525-1598), sur les plans du maître maçon François Gabriel, abandonnant le style défensif pour le transformer en demeure de plaisance. Charles, fils du maréchal, marque de son empreinte le château en ajoutant un troisième pavillon et une seconde aile au début du XVIIe siècle,.
Le château, achevé en 1630, et tel qu'il nous est parvenu aujourd'hui, n'est qu'une faible partie du château primitif, une grande partie des bâtiments furent détruits à partir de 1805.
Mis aux enchères en 1805, le domaine est adjugé à un marchand de biens, pour la somme de 1 600 000 livres, qui décide de le morceler. Le domaine compte alors un mobilier très riche composé de tableaux et de tapisseries d'Aubusson.
En 1944, lors des bombardements alliés, un incendie ravage le château provoquant la perte de plusieurs pièces classées à titre d'objets dont onze tableaux de Claude Vignon et de cinq sur les six tapisseries de François Geubels. Il ne subsiste que celle dite de Bruxelles, datant du XVIe siècle, représentant une scène de l'Énéide contant l'histoire de Didon et Énée,.
Aujourd'hui, le château, propriété de la ville de Torigni-sur-Vire, abrite les services de la mairie ainsi qu'un musée consacré à Arthur Le Duc, sculpteur torignais.

## Description
Le château des Matignon se présente aujourd'hui sous la forme d'un bâtiment haut d'un étage sur rez-de-chaussée, que flanquent deux pavillons (1650) surmontés de larges frontons triangulaires dont les tympans sont sculptés d'attributs militaires, d'armoiries et de trophées. On note l'emploi de pierre pourpre, poudingue issu des carrières de Troisgots, avec ses joints de calcaire blanchâtre et dont les lignes horizontales donnent à la façade un caractère harmonieux.
À l'intérieur, on pourra admirer la salle des mariages, probablement l'une des plus belles pièces du château, ainsi que l'escalier d'honneur à quatre volées conduisant au premier étage. Dans le musée Arthur Le Duc, l'on pourra voir notamment des sculptures en poterie de Noron.

## Protection
Le château est classé au titre des monuments historiques par liste de 1840.

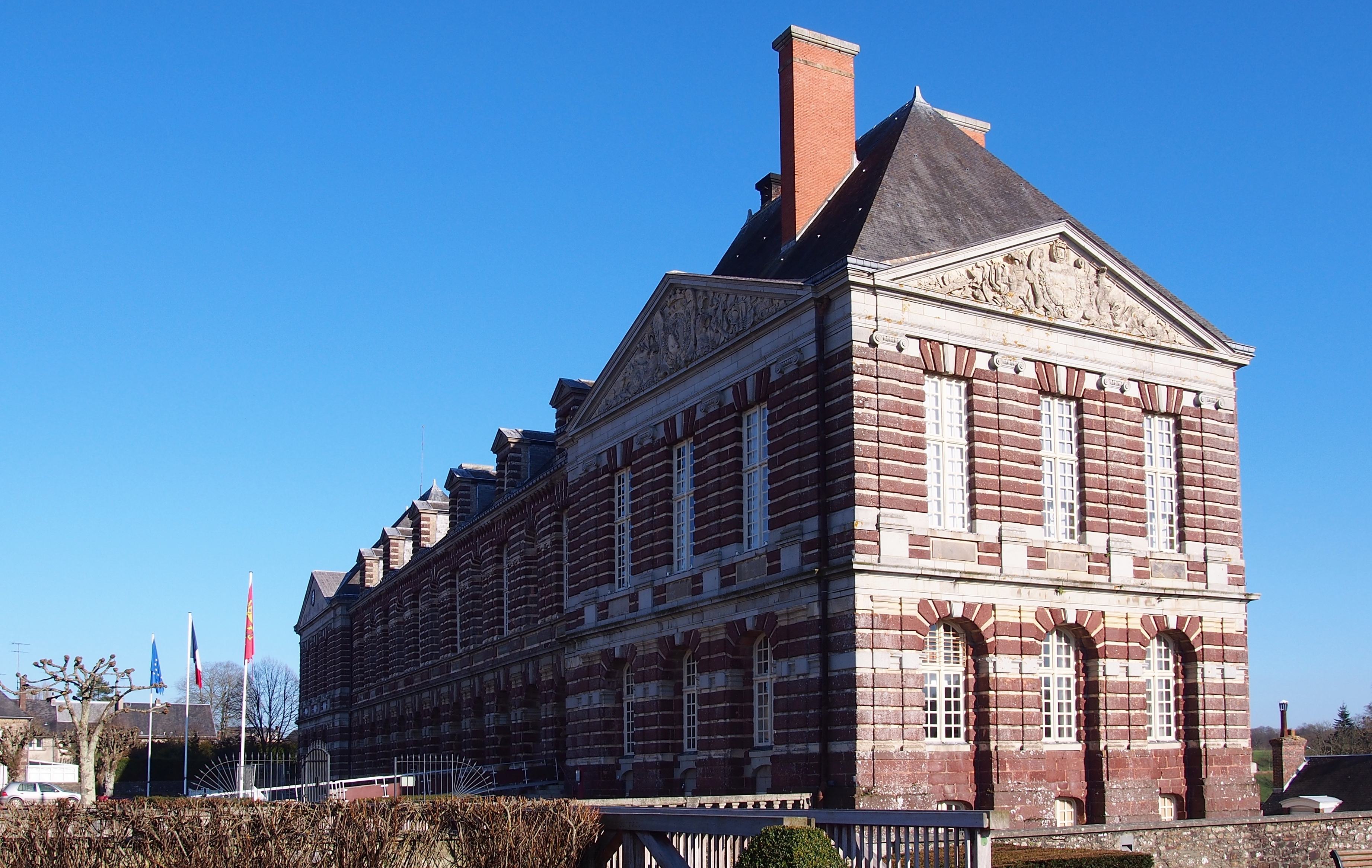
Vue nord-ouest.
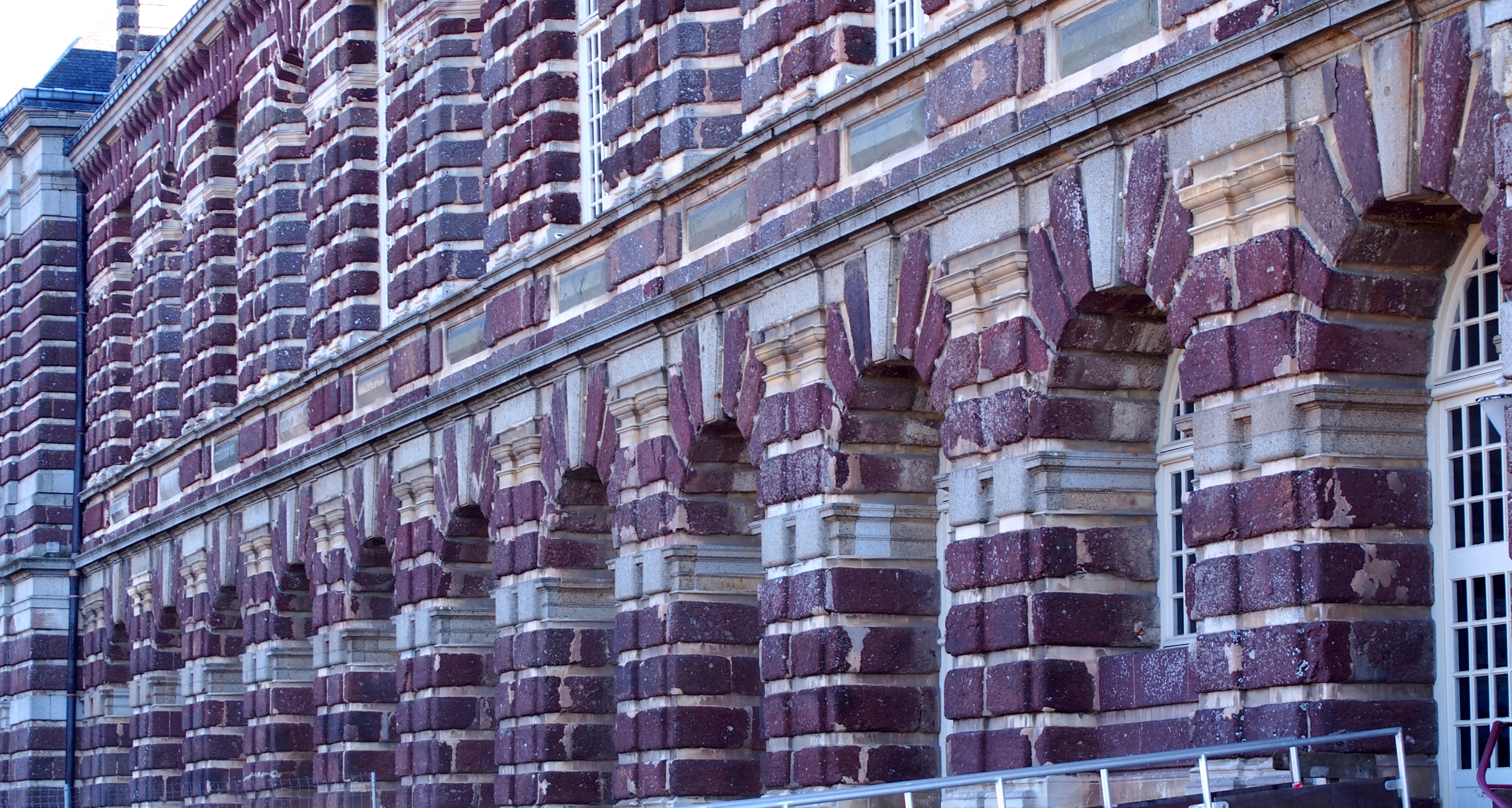
Détail de la façade nord.
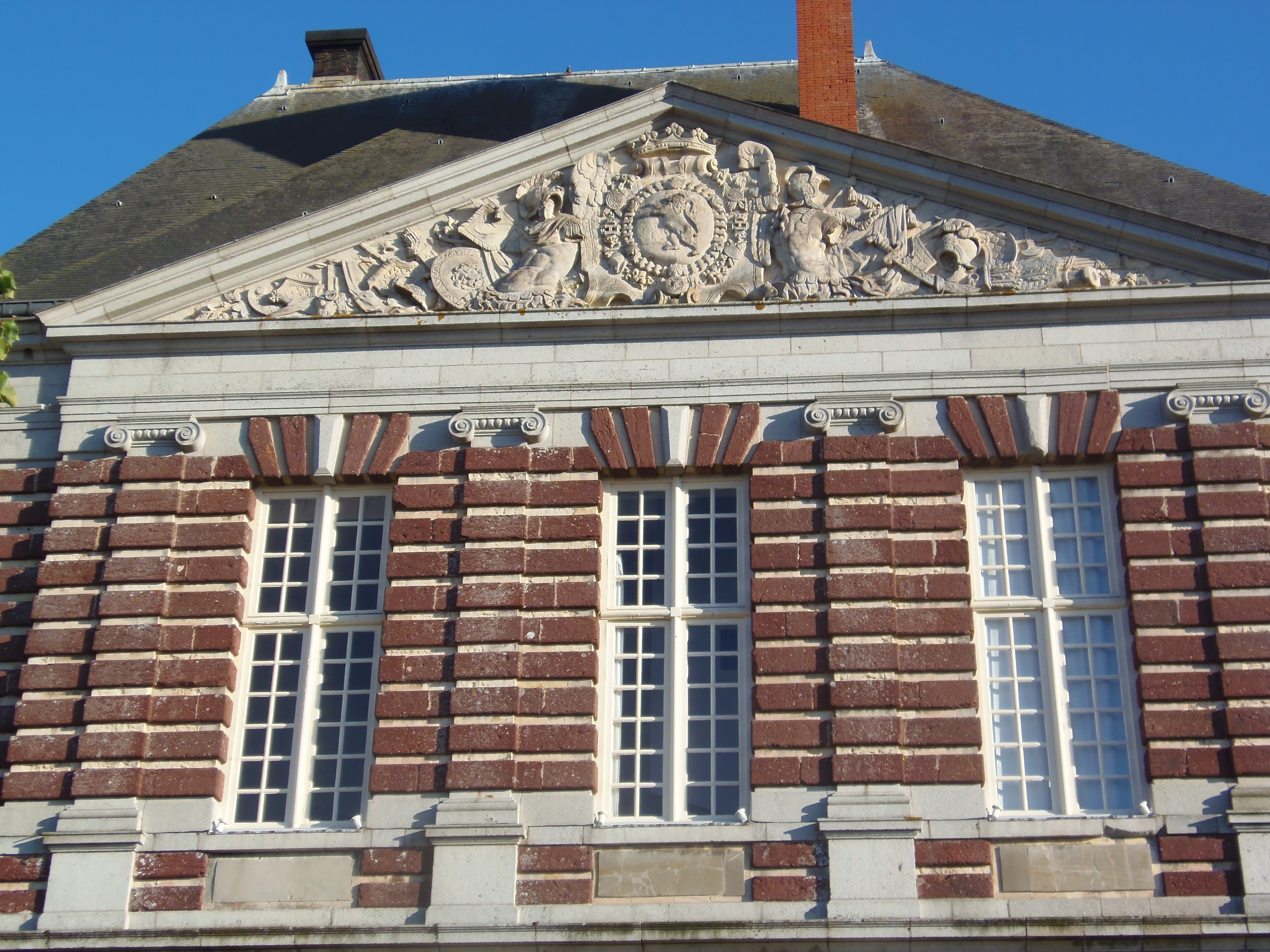
Fronton.
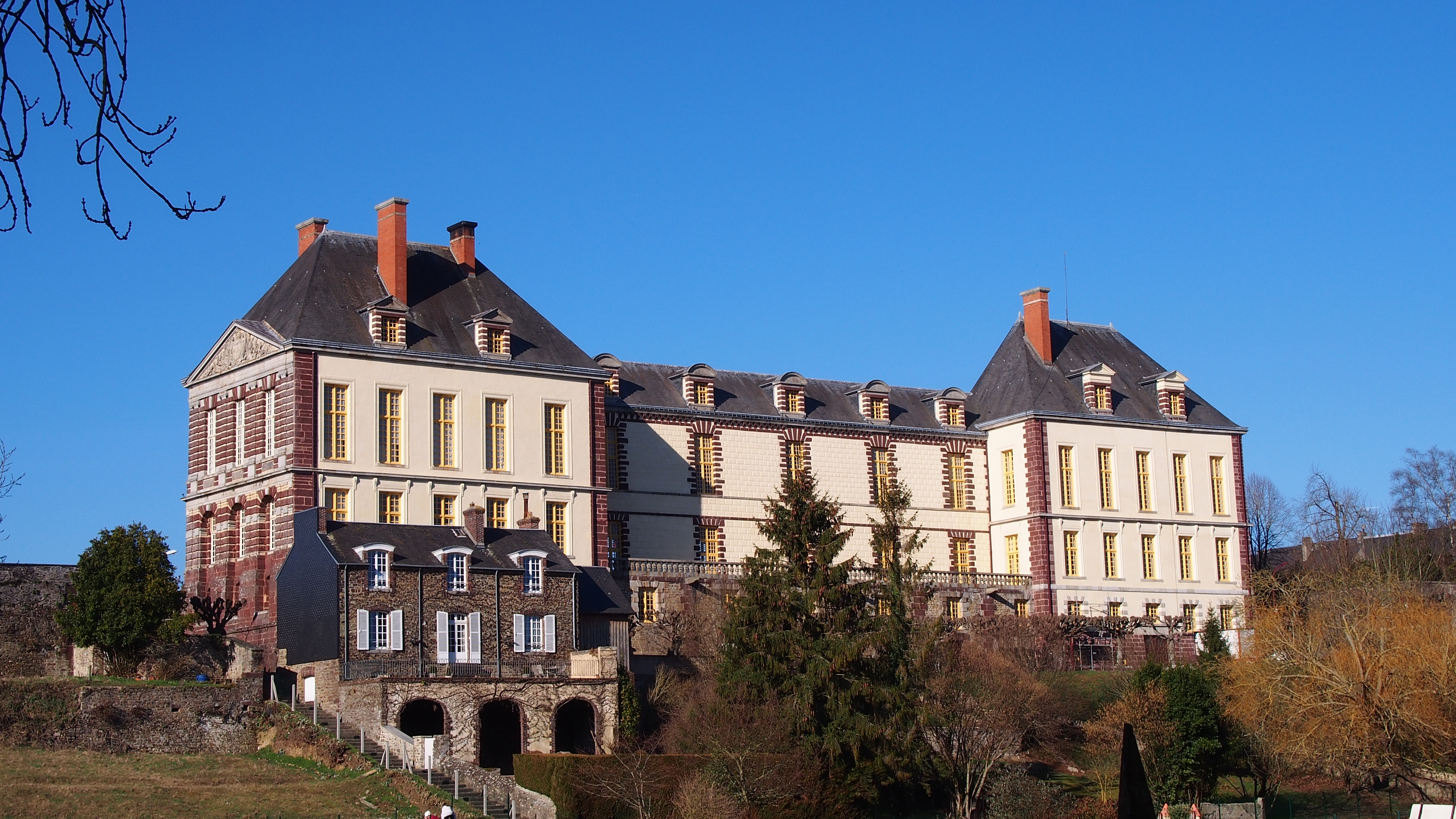
La façade sud.